# Divine (groupe de musique)
Pour les articles homonymes, voir Divine.
Divine fut un girl group américain de RnB composé de Kia Thornton, Nikki Bratcher et Tonia Tash. Le groupe est connu pour sa chanson "Lately", sorti en 1998. Le groupe reprendra aussi la chanson de George Michael "One More Try". Le groupe, formé en 1996, se dissoudra en 2000.

## Discographie

### Albums
- 1998: Fairy Tales

### Singles
| Année | Chanson             | U.S. Hot 100 | U.S. R&B | Royaume-Uni | Album       |
| ----- | ------------------- | ------------ | -------- | ----------- | ----------- |
| 1998  | "Lately" (Platinum) | 1            | 2        | 52          | Fairy Tales |
| 1999  | "One More Try"      | 29           | 13       | -           | Fairy Tales |